# Barragem
Barragem (portugisiska: Paredão) är en akvedukt i Brasilien.   Den ligger i kommunen Nuporanga och delstaten São Paulo, i den sydöstra delen av landet, 500 km söder om huvudstaden Brasília.
Omgivningarna runt Barragem är en mosaik av jordbruksmark och naturlig växtlighet. Runt Barragem är det ganska glesbefolkat, med 48 invånare per kvadratkilometer.